# Андреев, Юрий Андреевич
Ю́рий Андре́евич Андре́ев (8 мая 1930, Днепропетровск — 17 июля 2009, Санкт-Петербург) — советский и русский прозаик, литературовед, публицист, секретарь Ленинградской писательской организации, член Правления Союза писателей СССР, член Союза журналистов и Союза писателей России. Доктор филологических наук. Деятель альтернативной медицины, создатель и руководитель учебно-оздоровительного центра «Храм здоровья». Отец финалистки новой битвы экстрасенсов Ангелины Изосимовой.

## Биография
Родился в семье кадрового военного. В 1938 году семья переехала в Смоленск, где встретила Великую Отечественную войну. С 1944 года жил в Ленинграде по месту службы отца.
После окончания школы с золотой медалью, с 1948 по 1953 год обучался на филологическом факультете Ленинградского государственного университета им. А. А. Жданова.
Спортсмен. С 1949 года работал тренером по борьбе самбо на кафедре физвоспитания ЛГУ. Для получения права тренерской работы совмещал учёбу в университете с занятиями в тренерской школе при Институте физической культуры имени П. Я. Лесгафта и одновременно был действующим борцом. Старший тренер сборной ЛГУ по самбо.
По окончании университета — аспирант Института русской литературы (Пушкинского Дома). В Пушкинском Доме работал до 1983 года. В 1958—1962 годах — ответственный секретарь редакции журнала «Русская литература». Был заместителем директора Института по науке, в последние годы работал старшим научным сотрудником сектора теоретических исследований.
В 1958 году защитил кандидатскую диссертацию о советском историческом романе. В 1974 году получил степень доктора филологических наук (за защищённую диссертацию «Революция и литература: отображение Октября и гражданской войны в русской советской литературе и становление социалистического реализма (20-30-е годы)»), позднее баллотировался в члены-корреспонденты АН СССР. В 1983—1990 годах возглавлял редакцию серии «Библиотека поэта» издательства «Советский писатель».
Много времени жил и работал в посёлке Репино (предместье Ленинграда—Петербурга), в середине 1990-х годов построил там четырёхэтажный Храм Здоровья.
Умер 17 июля 2009 года. Похоронен на Сестрорецком кладбище.

## Семья
- Первая жена — Светлана Ивановна Андреева (до брака - Фесенко)  [27.4.1931, г. Новочеркасск Ростовской обл.] ― литературовед, историк русской лит-ры. Во втором браке - Тимина.
  - Сын — Сергей Юрьевич Андреев (род. 22 марта 1954, Ленинград) — доктор экономических наук, депутат Законодательного собрания Санкт-Петербурга (1994—2007), писатель[6].
- Вторая жена — Полина Алексеевна Андреева, урождённая ..?, выпускница корабельного института, её дочь от предшествующего брака с Виктором Магреловым — Ирина Викторовна Солонкина, химик-органик.
- Третья жена — Елена Вадимовна Андреева.
- Четвёртая жена  — Татьяна Андреева, урождённая ..?

## Адреса
- Санкт-Петербург, ул. Новороссийская, дом 22, корпус 1 (напротив парка Лесотехнической академии, где Ю. А. Андреев занимался спортивным бегом).

## Творческая и литературная деятельность
Юрий Андреев — автор более 500 печатных работ, в том числе 30 монографий. Его дебют как писателя состоялся в 1961 году, когда была напечатана его романтическая повесть «Республика самбо». В 1970 году был принят в Союз писателей СССР.
Активист движения бардовской песни. С октября 1965 по май 1981 года — ведущий концертов ленинградского клуба песни «Восток», с 1965 по 1973 год — председатель художественного совета «Востока». Активный деятель всесоюзного процесса объединения и легализации движения Клуба самодеятельной песни (КСП). В мае 1967 года участвовал в работе семинара авторов и активистов самодеятельной песни в Петушках Владимирской области.
Инициатор травли Аркадия Белинкова за публикацию фрагментов книги о Юрии Олеше. Михаил Аронов, биограф Александра Галича, цитирует сделанные в 1999 году Владимиром Туриянским и Сергеем Чесноковым утверждения о сотрудничестве Юрия Андреева с КГБ.
С 1981 по 1989 год по поручению Ленинградской писательской организации Андреев был куратором «Клуба-81», объединявшего представителей ленинградской «второй» («неофициальной») культуры, преимущественно литераторов. В 1985 году с предисловием Ю. А. Андреева «Круг поисков» вышел сборник авторов этого клуба, получивший 35 международных рецензий.
Последний главный редактор серии «Библиотека поэта» советского времени (с 1984 по 1991 г.)
Пьеса «Барменша из дискотеки» по одноимённому рассказу Андреева в 1986 году была поставлена В. М. Фильштинским на сцене БДТ (моноспектакль А. Б. Фрейндлих), позднее ставилась в США и Болгарии.
В сентябре 1986 года в Саратове на Всесоюзном фестивале авторской песни представителями 140 городов был избран Председателем Всесоюзного Совета КСП. В 1991 году увидела свет обобщающая книга Андреева о бардовской песне «Наша авторская».
В последние два десятилетия жизни опубликовал ряд произведений о комплексном самооздоровлении человека. В 1991 году издательством «Физкультура и спорт» была издана его книга «Три кита здоровья», выдержавшая до 2003 года 15 изданий.

## Основные работы
Литературоведение
- Русский советский исторический роман. 20—30-е годы. М.-Л., 1962;
- Революция и литература: Октябрь и гражданская война в русской советской литературе и становление социалистического реализма (1920—1930-е гг.). Л., 1969 (3-е изд. М., 1987);
- Наша жизнь, наша литература. Л., 1974;
- Движение реализма. Л., 1978;
- В поисках закономерностей: о современном литературном развитии. Л., 1978;
- О социалистическом реализме. М., 1978;
- Летопись нашей эпохи: социалистический образ жизни и советская литература. М., 1979;
- Человек, природа, общество в современной прозе: в помощь лектору. Л., 1981;
- Волшебное зрение: специфика литературы в современных преломлениях. Л., 1983 (2-е изд. 1990);
- Наша самодеятельная песня. М., 1983 (в соавт. с Н. В. Вайноненом);
- Аспекты: динамика социальной действительности и художественной литературы. Л., 1985;
- Главное звено: идеологические вопросы литературы и литературоведения. М., 1986;
- Необходимость героя: положительный герой в книгах последних лет. Л., 1987;
- Советская литература: её история, теория, современное состояние и мировое значение. Книга для учащихся 10 кл. средней школы. М.: Просвещение, 1988;
- «Наша авторская…»: история, теория и современное состояние самодеятельной песни. М., 1991.

Художественная проза, публицистика
- Республика Самбо [повесть]. М.-Л., 1964;
- Багряная летопись [роман]. Л., 1968 (3-е изд. М., 1988; совм. с Г. А. Вороновым);
- Откровенный разговор, или Беседы о жизни с сыном-старшеклассником на пределе и даже за пределами возможной откровенности. Л., 1980 (4-е изд. 1990);
- Барменша из дискотеки // Нева, 1983, № 3;
- Желаю Вам счастья, или Три кита здоровья // Урал, 1990, № 1,2,4;
- Новая народница // Звезда, 1990, № 12;
- Три кита здоровья. — М.: Физкультура и спорт, 1991. — 336 с. (15-е изд. — 2003 года)
- Мужчина и женщина: путь человеческий — путь звёздный. СПб., 1993 (6-е изд. 2008);
- Исцеление человека: основы лечения и самолечения. СПб., 1995 (3-е изд. 2009);
- Секрет «Черепахи», или Этажи нашего здоровья. СПб., 1996;
- Универсальное лекарство — еда // Будь здоров, 1996, № 4;
- Дольше жизни длится день. СПб., 1997;
- Практический лечебник: в 2 т. СПб., 1997 (т.1: Исцеление человека. Теоретические основы лечения и самолечения. т.2: Практикум. Одоление «Чемпионов».);
- Резонанс Земли и Неба: теория и практика медитации. СПб., 1999 (переизд. под загл. Чудеса практической медитации. Резонанс Земли и Неба. СПб., 2009);
- Что человеку надо? Книга о социальной компоненте здоровья. СПб., 2001
- Как помочь человеку восстановить своё здоровье, или Конкретная книга целителя. СПб., 2004 (переизд. под загл. Конкретная книга целителя. М., 2008);
- Явление четвёртого кита. СПб., 2005;
- Вода — наместник Бога на Земле. СПб., 2006 (3-е изд. 2010);
- Как дышать, чтобы жить долго // Физкультура и спорт, 2006, № 4, 5, 8, 10, 11, 12;
- Твоё волшебное дыханье. СПб., 2007;
- День здоровья с утра до вечера в XXI веке. СПб., 2008
- Жизнеописание одной великой женщины, изложенное ею самой с добавлением исторических событий и народных сказок. Ростов н/Д, 2009;
- Новые «Три кита здоровья»: как выжить в современном мире. Ростов н/Д, 2009.

Редактор / составитель
- Современная литературно-художественная критика: актуальные проблемы. Л., 1975;
- Портреты и проблемы: статьи о писателях-современниках. Л., 1977 (сост. совместно с Е. С. Калмановским);
- Владимир Высоцкий. Человек. Поэт. Актёр. [Стихи. Воспоминания.] М., 1989 (сост. совместно с И. Н. Богуславским, автор вступ. ст.);
- В. С. Высоцкий: исследования и материалы. Воронеж, 1990.

Отдельные статьи
- Что поют? // Октябрь, 1965, № 1. — С. 182—192.
- Изучать факты в их полноте // Вопросы литературы, 1968, № 3. — С. 121—137.
- Некоторые проблемы становления социалистического реализма // Русская литература, 1969, № 1. — С. 3—16.
- Человек в мире. Поиски и утверждение принципов социально-психологического анализа в советской литературе 20—30-х годов // Проблемы психологизма в советской литературе / под ред. В. А. Ковалёва и А. И. Павловского. — Л.: Наука, 1970. — С. 58—101.
- Современное литературное развитие как исторический процесс // Историко-литературный процесс: проблемы и методы изучения / под ред. А. С. Бушмина. — Л.: Наука, 1974. — С. 77—125.
- Прогресс в искусстве. В чём его суть? // Литературное обозрение. — 1974. — № 3;
- Пути и перепутья А. Ремизова // Вопросы литературы, 1977, № 5. — С. 216—243.
- Марксистско-ленинская концепция личности и эстетический идеал советской литературы // Вопросы литературы, 1979, № 9. — С. 3—25
- Метод живой, развивающийся (к методологии изучения социалистического реализма) // Русская литература, 1982, № 1. — С. 124—134.
- Массовая культура и культура масс // Звезда, 1982, № 7 — С. 151—166.
- Для чего литература? // Вопросы литературы, 1983, № 9. — С. 28—62
- О социальном контексте изучаемого произведения (к методологии литературно-художественного анализа) // Методологические вопросы науки о литературе: сборник научных трудов / под ред. А. С. Бушмина, А. Н. Иезуитова. — Л.: Наука, 1984. — С. 44—67.
- Взаимодействие художественной литературы с аудиовизуальными видами искусства (к методологии исследования проблемы) // Там же. — С. 147—198.
- Известность Владимира Высоцкого // Вопросы литературы, 1987, № 4. — С. 43—74.

## Награды
- Орден «Знак Почёта» (1984).
- Почётный диплом Законодательного Собрания Санкт-Петербурга (16 марта 2005 года) — за выдающийся личный вклад в литературу, развитие культуры и искусства в Санкт-Петербурге и в связи с 75-летием со дня рождения[12].